# Rašovice u Bučovic
Rašovice (deutsch Raschowitz) ist eine Gemeinde in Tschechien. Sie liegt etwa 25 Kilometer östlich von Brünn und gehört zum Okres Vyškov.

## Geographie

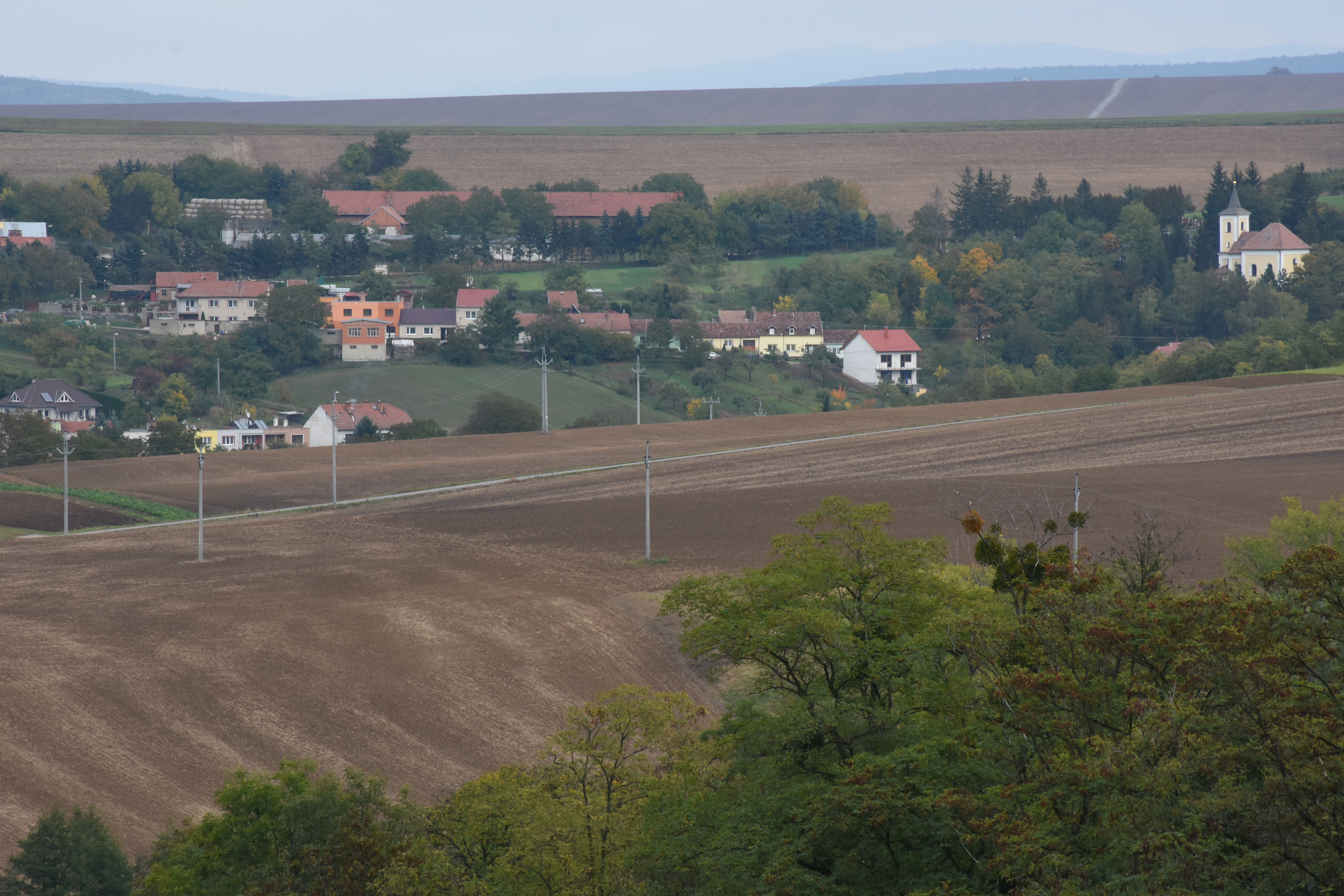
Rašovice (2015)

Rašovice befindet sich am Nordrand des Naturparks Ždánický les, südlich der Europastraße 50, die die Städte Slavkov u Brna und Bučovice verbindet. Nachbarorte sind Heršpice und Hodějice im Westen, Křižanovice im Norden, Mouřínov im Osten und die Wüstung Konůvky im Süden.

## Geschichte
Der Ort wurde 1141 erstmals erwähnt. Damals besaß die Kirche von Břeclav hier drei Hufen Landes. Am Anfang des 14. Jahrhunderts entstand eine Feste, die 1497 mitsamt dem Dorf und der Grundherrschaft an das benachbarte Slavkov fiel. Vor dem Dreißigjährigen Krieg bestand das Dorf aus 68 Häusern. Nach dem Krieg waren 55 von ihnen verlassen. 1790 lebten hier bereits wieder 462 Menschen; bis 1910 war die Einwohnerzahl auf 892 angestiegen. Gegenwärtig (2009) leben in Rašovice noch 615 Einwohner in 266 Häusern. Von den 566 Hektar Gemeindefläche werden 421 für den Ackerbau genutzt.

## Sehenswürdigkeiten
- Die Friedhofskapelle ist den Heiligen Kyrill und Method geweiht. Sie wurde 1869 erbaut.
- Im Katastergebiet liegen drei Naturschutzgebiete: die beiden Naturreservate Rašovický zlom-Chobot (19,14 Hektar) und Mušenice (14,30 Hektar) sowie das Naturdenkmal Žlíbek (3,72 Hektar). Es handelt sich um überwiegend trockene und sonnige Standorte, zum Teil auf ehemaligen Weiden und Obstgärten gelegen, die wärmeliebende Pflanzengesellschaften beherbergen.
- Nahe dem Dorf befindet sich ein kleiner Sportflugplatz.